# Дика Оксана Володимирівна
Окса́на Володи́мирівна Ди́ка (лат. Oksana Dyka, 16 червня 1978, Буки, Житомирський район, Житомирська область) — українська оперна співачка, сопрано.

## Життєпис
Народилася на Житомирщині в музичній родині: батько грав на баяні та гітарі, мама співала. У 1981 році сім'я переїхала до Києва, де Оксана почала вчитися грати на баяні.
Вокальні здібності у Оксани зауважив Петро Коваль — соліст Національного народного хору України імені Верьовки, який, після двох років занять у студії хору, порадив їй вступити до Київської консерваторії. Тут вона була єдиною дівчиною в класі професора, Народного артиста — Миколи Кондратюка (1931—2006), який набирав баритонів і басів. Після його смерті перейшла до класу Народної артистки України — Марії Стеф'юк.
Ще студенткою стала лавреаткою міжнародних конкурсів співаків:
- 2001 — Міжнародний конкурс вокалістів імені Івана Алчевського (Алчевськ, 3-я премія),
- 2002 — Міжнародний музичний конкурс імені Миколи Лисенка (Київ, 1-а премія),
- 2003 — Третій міжнародний конкурс оперних співаків Соломії Крушельницької (Львів, 2-а премія),
- 2004 — Міжнародний конкурс вокалістів імені А. Александровської (Мінськ, 1-а премія).[2]

У 2004 році закінчила Національну музичну академію України імені Петра Чайковського. З 2003 до 2007 року співала як солістка у Національній опері України імені Тараса Шевченка.
У 2003 році виграла Міжнародний оперний конкурс у Марселі, що дало можливість виступити у ролі Тоски в Національній опері міста Монпельє в 2005 році. У цьому ж році знову співала партію Тоски, разом з Сергієм Лейферкусом як Скарпіа, на Далгалському оперному фестивалі в Швеції. 2008 року вона ще раз співала цю партію у Римському оперному театрі (режисер Франко Дзефіреллі) і в античному римському амфітеатрі — Арена ді Верона.
2011 року молода виступила на сцені міланського театру Ла Скала, де підкорила вимогливу італійську публіку в головній партії опери «Тоска» Джакомо Пуччіні. Постановку опери здійснив швейцарський режисер Люк Бонді.
Дебют Оксани Дикої в Нью-Йоркській Метрополітен-опера відбувся в 2014 році, з партією Ярославни в опері Бородіна «Князь Ігор». У наступному сезоні вона виступила в Метрополітен-опера у ролі Аїди.
У жовтні та листопаді 2017 року виконувала головну роль принцеси в опері «Турандот» у постановці Франко Дзефіреллі з Олександром Антоненком, а згодом Арнольдом Ровлсом, у ролі Калафа, Марією Агрестою у ролі Лю, та Джеймсом Моррісом у ролі Тимура під керівництвом Карла Ріцці в Метрополітен-опера.
Співпрацювала з диригентами Д. Баренбоймом, З. Метою, Д. Конлоном, Л. Слаткіним, К. Ріцці.